# 戴堯天
戴堯天（？—17世紀），又名戴昶，號無雎，安慶府懷寧縣人，一作徽州府休寧縣人，明朝政治人物。

## 生平
戴堯天在天啟七年（1627年）中舉人，崇禎四年（1631年）成進士，六年丁忧，八年獲授工部屯田司主事，負責修築南京都城。當時南直隸多流寇作亂，他就在鄉老請求下上疏請求延期徵稅，得當地人稱頌。崇祯十三年，他遷任山東濟南道右參議，士寇李雲聚眾焚燒搶掠，戴堯天練兵堵截，每次都以少勝眾，擒拿賊帥四十多人平定事件。再轉為山西提學道副使，在任內去世，年三十九歲。

## 引用
1. 1 2  嘉慶《休寧縣志·卷九·選舉》：崇禎四年辛未科陳于泰榜 戴昶 原名堯天，字無雎，隆阜人
2. ↑  《崇祯四年辛未科三百五十名进士履历》：戴㫤，無睢，易二房，戊申十一月二十八日生。懷寧籍休寧人。鄉六十八，會二百九十，二甲六十一名。都察院政，癸酉丁忧，乙亥授工部屯田司主事，丙子管河道，戊寅升屯田司员外，杭州抽分，庚辰升山東右參議。曾祖萬都。祖文和。父口。
3. 1 2  民國《懷寧縣志·卷十八·仕業》：戴昶，字無雎，崇禎辛未進士，授工部主事，時皖苦寇禍，耆老叩閣請蠲，昶為草疏，上疏得旨緩徵，皖人至今稱德。遷山東濟南道，士寇李雲擁眾數千大肆焚掠，練兵堵勦，每以少勝眾，擒賊渠四十餘人，賊遂平。轉山西提學道，卒年三十九。
4. ↑  民國《懷寧縣志·卷十五·選舉表》：（天啟）丁卯（舉人）……戴昶
5. ↑  道光《安徽通志·卷一百三十九·人物》：戴昶，字無雎，懷寧人。崇禎辛未進士，授工部主事，詔修都城，程物量工如治家事。皖苦兵燹，上疏請蠲；轉濟南道，士寇李雲焚掠無忌，練兵堵截，殲其渠魁。寇平，轉山西提學道，卒於官。 安慶府志